# Incident v Seigenthalerjevi biografiji na Wikipediji
Maja 2005 je neregistrirani uporabnik na Wikipedijo objavil lažen povzetek v članek o novinarju Johnu Seigenthalerju. V besedilu povzetka je bilo lažno navedeno, da je bil Seigenthaler osumljen atentator ameriškega predsednika Johna F. Kennedya in ameriškega generalnega državnega tožilca Roberta F. Kennedya.
Potem, ko je bila septembra 2005 napaka odkrita in popravljena, je Seigenthaler, prijatelj in pomočnik Roberta Kennedyja, v USA Today zapisal, da je šlo za "Internetni atentat". 
Incident je sprožil vprašanja o zanesljivosti Wikipedije in drugih spletnih strani z uporabniško ustvarjeno vsebino, ki nima pravne odgovornosti tradicionalnih časopisov in objavljenega gradiva. V intervjuju 13. decembra 2005 je soustanovitelj Jimmy Wales izrazil podporo politiki Wikipedije, ki dovoljuje urejanje člankov neregistriranim uporabnikom, vendar je napovedal načrte za ukinitev pravic pri ustvarjanju člankov v okviru strategije nadzora nad vandalizmom. Zaradi incidenta je Wikipedija na koncu uvedla strožje zahteve glede sklicevanja na biografije živih ljudi. 

## Vsebina
Avtorja lažnega članka so kasneje identificirali kot Briana Chasea, operativnega vodjo podjetja Rush Delivery, dostavnega podjetja v Nashvillu v državi Tennessee. 26. maja 2005 je Chase o Johnu Seigenthalerju ustvaril biografski članek, ki je v celoti vseboval naslednje besedilo:
John Seigenthaler starejši je bil pomočnik generalnega državnega tožilca Roberta Kennedyja v zgodnjih šestdesetih letih. Za kratek čas naj bi bil neposredno vpleten v atentate na Johna Kenddya in njegovega brata Bobbyja. Nikoli ni bilo nič dokazano.
John Seigenthaler se je leta 1972 preselil v Sovjetsko zvezo in se leta 1984 vrnil v ZDA.

Kmalu zatem je ustanovil eno največjih podjetij za stike z javnostjo v državi.

## Odkritje in popravljanje
Septembra istega leta je članek odkril Victor S. Johnson mlajši, Seigenthalerjev prijatelj. Ko ga je Johnson opozoril na članek, je Seigenthaler o tem po e-pošti poslal svoje prijatelje in kolege. 23. septembra 2005 je kolega Eric Newton kopiral uradno biografijo Seigenthalerja s spletnega mesta Freedom Forum v Wikipedijo. Naslednji dan je urednik Wikipedije to biografijo odstranil zaradi kršitve avtorskih pravic in jo nadomestil s kratko izvirno biografijo. Newton je Seigenthalerja obvestil o svojem ravnanju, ko je novembra na večerjo v Odboru za zaščito novinarjev naletel na Seigenthaler. 
Oktobra 2005 je Seigenthaler stopil v stik s predsednikom upravnega odbora Fundacije Wikimedia Jimmyjem Walesom, ki je prizadete različice zgodovine člankov v dnevnikih različic Wikipedije skril pred javnostjo in jih dejansko odstranil iz pogleda upraviteljev Wikipedije. Nekatera zrcalna spletna mesta, ki jih Wikipedija ne nadzoruje, so še nekaj tednov prikazovala starejši in netočen članek, dokler nova različica članka ni bila razširjena na ta druga spletna mesta. Leta 2013 je bil članek o potegavščinah arhiviran v Wikipediji: Seznam potegavščin na Wikipediji. 

## Anonimni uporabnik
29. novembra 2005 je Seigenthaler incident opisal v publikaciji USA Today, katere ustanovni direktor je bil tudi sam. V članek je vključil dobesedno ponovno objavljanje lažnih izjav in Wikipedijo označil za "pomanjkljivo in neodgovorno raziskovalno orodje". 
Razširjena različica je bila objavljena nekaj dni kasneje v časopisu The Tennessean, dnevnem časopisu v Nashvillu v državi Tennessee, kjer je Seigenthaler služboval v različnih položajih, od reporterja do predsednika. V članku je Seigenthaler podrobno opisal neuspešne poskuse identifikacije anonimke, ki je objavila netočen življenjepis. Poročal je, da je ponudnika internetnih storitev BellSouth ponudnika plakata prosil, naj njegovega uporabnika identificira iz uporabnikovega IP naslova. Podjetje BellSouth je zavrnilo identifikacijo uporabnika brez sodne odločbe in predlagalo, naj Seigenthaler vloži tožbo John Doe proti uporabniku, kar pa Seigenthaler ni hotel storiti. 
Daniel Brandt, aktivist iz San Antonia, ki je v odgovor na ugovore, ki jih je imel o članku o njem, ustanovil spletno mesto Wikipedia Watch, ki je proti Wikipediji, je v članku Seigenthalerja poiskal naslov IP.  Ugotovil je, da je to povezano z Rush Delivery, podjetjem iz Nashvillea. Stopil je v stik s Seigenthalerjem in mediji ter te informacije objavil na svoji spletni strani. 
9. decembra je Brian Chase priznal, da je objavil lažno biografijo, ker je menil, da je Wikipedija "nekakšna spletna stran za šalo". Po izpovedi je bil Chase odpuščen iz Rush Delivery. Izročil je pismo opravičila Seigenthalerju, ki je uspešno posredoval Rush Delivery in ponovno vzpostavil Chasea. Seigenthaler je potrdil, da v zvezi z incidentom ne bo vložil tožbe. Rekel je, da ga skrbi, da "bodo te stvari prizadele vsako biografijo na Wikipediji - pomislite, kaj bi storili Tomu DeLayu in Hillary Clinton, če omenimo dve. Bojim se, da bomo dobili vladne predpise  interneta kot rezultat. "

## Reakcije

### Seigenthalerjeva javna reakcija
V svojem uvodniku USA Today 29. septembra 2005 je Seigenthaler kritiziral Kongres zaradi oddelka 230 Zakona o poštenosti komunikacij, ki ščiti ponudnike internetnih storitev in spletna mesta pred pravno odgovornostjo za vsebino, ki jo objavljajo njihove stranke in uporabniki: 
Zvezna zakonodaja tudi ščiti spletne korporacije - BellSouth, AOL, MCI, Wikipedia itd. - pred tožbami zaradi obrekovanja. Oddelek 230 zakona o poštenosti komunikacij, sprejet leta 1996, natančno določa, da "noben ponudnik ali uporabnik interaktivne računalniške storitve ne sme biti obravnavan kot založnik ali govornik." To pravno pomeni, da za razliko od tiskanih in radiodifuznih podjetij ponudnikov spletnih storitev ni mogoče tožiti zaradi obrekovanja napadov na državljane, ki jih objavljajo drugi. In zato živimo v vesolju novih medijev z izjemnimi priložnostmi za komunikacijo in raziskovanje po vsem svetu, vendar v njih živijo prostovoljni vandali z inteligenci s strupi. Kongres jim je omogočil in jih ščiti. 
5. decembra 2005 sta se Seigenthaler in Jimmy Wales skupaj pojavila na CNN, da bi razpravljala o tej zadevi. 6. decembra 2005 sta bila intervjuvana v radijskem programu Talk of the Nation nacionalnega javnega radia. Wales je opisal novo politiko, ki jo je uvedel, da bi neregistriranim uporabnikom preprečil ustvarjanje novih člankov na Wikipediji v angleškem jeziku, čeprav je bila njihova sposobnost urejanja obstoječih člankov ohranjena. 

V intervjuju za CNN je Seigenthaler opozoril tudi na povečano vladno ureditev spleta:
Ali lahko samo povem, kje me skrbi to vodenje. Naslednje leto gremo v volilno leto. Vsak politik se bo znašel pod enakimi nesramnimi komentarji, ki so zadeli mene in druge. Bojim se, da bomo zaradi tega dobili urejene medije. In povem vam, mislim, da če tega ne boste mogli popraviti, popraviti zgodovino in strani z biografijo, mislim, da bo v resničnih težavah in se bomo morali boriti, da bomo obdržali vlado  od reguliranja vas. 
V skupnem intervjuju NPR 6. decembra je Seigenthaler dejal, da z Wikipedijo ne želi imeti nobene zveze, ker ne odobrava njenih osnovnih predpostavk. V članku, ki ga je Seigenthaler konec leta 2005 napisal za USA Today, je dejal: "Zanima me, da marsikdo pove, da je Wikipedija napačno in neodgovorno raziskovalno orodje." Poudaril je tudi, da so bile lažne informacije več kot štiri mesece preden se je tega zavedel in da članka ni mogel urediti, da bi ga popravil. Po pogovoru s soustanoviteljem Wikipedije Jimmyjem Walesom je Seigenthaler dejal: "Moja" biografija "je bila objavljena 26. maja. 29. maja jo je eden od prostovoljcev v Walesu" uredil "samo s popravkom napačne črkovanja besede" zgodaj ".  Wikipedija me je štiri mesece prikazovala kot osumljenega morilca, preden sem ga izbrisal iz zgodovine spletnega mesta 5. oktobra. Laži so ostale na Answers.com in Reference.com še tri tedne. " Urejanje Wikipedije bi po njegovem mnenju dal njegovo sankcijo ali odobritev, in izrazil je prepričanje, da urejanje članka ni dovolj in je namesto tega želel razkriti "neozdravljive napake" v procesu Wikipedije in etosu.
9. decembra je Seigenthaler nastopil v Washington Journal-u C-SPAN z Brianom Lambom. Rekel je, da ga skrbi, da bodo drugi navihanci poskušali podvajati člane kongresa ali druge močne osebe v vladi, kar bo lahko sprožilo reakcijo in zavrnilo pravice prve spremembe na spletu.
V izdaji revije Reason junija 2007 je Seigenthaler izrazil tudi zaskrbljenost zaradi pomanjkanja preglednosti, ki jo je poudarilo Walesovo odstranjevanje prevarantskih strani z zgodovinske strani članka. Izjavil je tudi, da so številni komentarji, ki so jih uporabniki pustili v povzetkih urejanja, stvari, za katere ne bi hotel, da jih vidi njegov devetletni vnuk.

### Reakcija Fundacije Wikimedia
V intervjuju za BusinessWeek 13. decembra 2005 je Wales razpravljal o razlogih, zaradi katerih je potegavščina ostala neopažena, in o ukrepih, ki jih je treba sprejeti. Izjavil je, da je težava v tem, da je uporaba Wikipedije rasla hitreje, kot bi lahko sistem za samokontrolo udobno obvladal, in da bi bilo zato ustvarjanje novih strani omejeno na imetnike računov in naslovilo eno glavnih kritik Seigenthalerja.
Prav tako je izrazil svoje mnenje, da enciklopedije kot celota (tiskane ali spletne) običajno niso primerne za primarne vire in se nanje ne bi smeli zanašati kot na verodostojne (kot so to počeli nekateri), toda kljub temu je Wikipedia zanesljivejša kot "branje v ozadju".  o temah kot večina spletnih virov.  Izjavil je, da je Wikipedia "v teku".
Različne spremembe so bile narejene tudi v programski opremi in delovnih praksah Wikipedije, da bi rešili nekatera vprašanja, ki se pojavljajo. Nova politika, "biografije živih oseb", je bila ustvarjena 17. decembra 2005; uvedene so bile uredniške omejitve, vključno z referenčnimi zahtevami, pri ustvarjanju novih člankov na Wikipediji; in uvedene so bile nove kategorije sledenja za biografije živih ljudi.

### Druge reakcije
Kot odgovor na polemiko je urednik podjetja The New York Times Larry Ingrassia svojemu osebju poslal dopis, v katerem je komentiral zanesljivost Wikipedije in zapisal: "Ne smemo je uporabljati za preverjanje informacij, ki gredo v časopis." Številne druge publikacije so komentirale incident, pri čemer so Wikipedijo in njen model odprtega urejanja pogosto kritizirale kot nezanesljive, pri čemer so kot dokaz navedle Seigenthalerjev incident.
Znanstvena revija Nature je decembra 2005 primerjala natančnost Wikipedije in Encyclopædia Britannica v 42 člankih, povezanih s trdimi vedami. Ugotovljeno je bilo, da preučeni članki Wikipedije vsebujejo štiri resne napake in 162 dejanskih napak, opustitev ali zavajajočih izjav, medtem ko Enciklopedija Britannica je vsebovala tudi štiri resne napake in 123 dejanskih napak, opustitev ali zavajajočih izjav. Ob sklicevanju na Seigenthalerjev incident in številne druge polemike so avtorji zapisali, da študija "kaže, da so takšni odmevni primeri prej izjema kot pravilo." 